# Princess Ai
Princess Ai (プリンセス·アイ物語 Purinsesu Ai Monogatari) er en mangaserie i tre bind, skrevet af den amerikanske rockstjerne Courtney Love og musikeren DJ Milky og tegnet af de japanske mangaka Ai Yazawa og Misaho Kujiradou.
Serien handler om Ai, der vågner op med hukommelsestab i London, og hendes eneste spor til hendes fortid er en hjerteformet æske. Ai er ikke kun hovedpersonens navn, men også tegnerens fornavn - vigtigere er det nok, at ai er det japanske ord for kærlighed, ligesom Courtney Loves efternavn betyder kærlighed. Ai er så at sige Loves fantasy alter ego. Courtney Loves afdøde mand, Kurt Cobain, var forsanger i rockbandet Nirvana; et af deres største hit hed Heart-shaped box, hjerteformet æske.

## Forlagets resume af serien
Prinsesse Ai vågner en dag midt i Tokyo med hukommelsestab. Langsomt får hun dele af sin hukommelse igen og finder ud af, at hun er prinsesse fra Ai-land. Landet trues af kaos og en ødelæggende revolution, og hun er kommet til Jorden for at finde en måde at redde Ai-land på. Men Ai må først finde ud af at overleve på Jorden. Hendes musikalske talent skaffer hende arbejde som sangerinde, og hun får lov at bo hos Kent, en ung mand, som hun føler sig stærkt knyttet til. Da furien Tess, en hævnende engel, dukker op, finder Ai ud af, at hun har mægtige fjender og derfor har brug for beskyttelse. Så da en agent fra et magtfuldt talentspejderbureau tilbyder at gøre hende til superstjerne og give hende beskyttelse, tager hun imod tilbuddet.
Men hendes fjender fra fortiden opgiver ikke så nemt, og efterhånden som tingene udvikler sig, bliver det mere og mere tydeligt for Ai, hvad hun må gøre for sit land, og hvorfor hun kom til Jorden.